# Skatopia
Skatopia és un skatepark de 36 hectàrees a prop de Rutland (Ohio), propietat i dirigit pel patinador Brewce Martin. Skatopia és conegut per l'ambient anarquista i els festivals de música anuals Bowl Bash i Backwoods Blowout. Ha estat descrit com «un batibull demencial a mig camí entre una anarquista Mad Max i la cúpula del tro i una societat utòpica del monopatí».
L'equipament esportiu inclou diferents espais: Lula Bowl, Epcot Bean, l'Església de l'Skate, The Full Pipe, l'Amfiteatre Amity Whitelight i el Museu del Monopatí.

## Història
Martin afirmà que va construir l'Skatopia original el 1977 al soterrani dels seus pares amb portes, palets i altres elements constructius. El 1979 va construir el primer migtub. Als anys 1980 va continuar construint rampes per patinar, fins i tot després de traslladar-se a Florida el 1988 per anar a la universitat. Anys després, Martin va recórrer mig món per a conèixer l'estat de l'skateboarding mundial abans de revisar el seu somni de Skatopia.

### Inicis (1995–2003)
Martin es va traslladar a Virgínia de l'Oest el 1995 on va començar a treballar en una Skatopia permanent en terrenys arrendats al Progress Ridge, a prop de Parkersburg, fins que el mes d'octubre Skatopia va ser expulsada de l'Estat. Al cap d'una setmana, Martin va trobar una ubicació alternativa al pròxim comtat de Meigs, a Ohio, on va comprar els terrenys i, amb una colla d'amics, va traslladar tot el complex de rampes als nous terrenys. Durant aquell temps, el grup va formar la Citizens Instigating Anarchy (CIA), en què una cinquantena d'amics van fer una aportació econòmica per a cobrir el pagament inicial de l'espai definitiu de Skatopia. El 2003, un periodista de TransWorld Skateboarding va descriure Skatopia com «88 acres of Pure Skateboarding Anarchy», un denominació reeixida que es va escurçar i es va utilitzar com a subtítol de la pel·lícula documental posterior.
En aquella època, Martin va començar a celebrar festes anuals anomenades Bowl Bash i Backwoods Blow Out, es va construir el bowl Epcot Bean i la King Dong Ramp. L'any 2000, Real TV va destacar Skatopia com «una festa al pati de darrere», fet que va fer-ne augmentar la concurrència. El 2002 es va completar el Full Pipe i el 2003 l'Església de l'Skate. Bandes llegendàries de skate punk com JFA, Skatanic Rednecks i Bunji Jambo van actuar a Skatopia durant aquells anys.

### Anys de difusió (2004–2009)
El 2004, Skatopia va aparèixer al programa Viva La Bam. La popularitat del capítol va fer que Skatopia es convertís en el nivell final del videojoc Tony Hawk's Underground 2 i en una línia de kets de la marca Draven el 2005. Headlamp Productions va començar a rodar Skatopia: 88 Acres of Anarchy el 2006, mentrestant Brewce Martin va passar un temps a la presó. El documental i la cobertura continuada de les revistes sobre skate van donar lloc a un reportatge de la revista Rolling Stone sobre Skatopia.
El 2009, una setmana abans del Bowl Bash XIV, Martin va resultar greument ferit per una explosió en una botiga de pneumàtics. Martin va estar en coma i es va perdre la Bowl Bash i l'estrena de la pel·lícula Skatopia.

### Post-accident (2010–present)
A principis de 2010, Skatopia va anunciar l'Skatefest amb Gwar, Meat Puppets, C.J. Ramone, D.I. Greg Ginn i Agent Orange i el rodatge d'una Sèrie de la MTV. MTV va tallar el reality show de Skatopia i el va convertir en un episodi de True Life. A més, Skatopia va col·laborar amb la marca Bones Skateboard Wheels per a treure una línia de rodes. El DVD de Skatopia es va publicar el 2011. Skatopia continua construint noves instal·lacions per a patinar, celebrant les seves dues festes anuals i atraient «pelegrins de patinatge» de tot arreu.